# Wang Dan
Dans ce nom chinois, le nom de famille, Wang, précède le nom personnel Dan.
Wang Dan (chinois : 王丹 ; pinyin : Wáng Dān, né le 26 février 1969) à Pékin, compte parmi les leaders étudiants les plus médiatisés lors des manifestations de la place Tian'anmen en 1989. Wang est diplômé d'un doctorat en histoire de l'université Harvard.
Entre août 2009 et février 2010, Wang enseigna l'histoire inter-détroit à l'Université nationale de Chengchi, à Taïwan. Derrière les recherches conduites sur ce sujet, Wang est toujours actif dans la promotion de la démocratie et de la liberté en Chine. Il voyage à travers le monde pour recueillir le soutien des diasporas chinoises autant que du grand public.
Wang Dan fait partie de l'Advisory Board du site lanceur d'alerte WikiLeaks.

## Biographie
Wang Dan est né en 1969. Il est un étudiant politiquement actif du département d'Histoire de l'université de Pékin, organisant des salons de la démocratie dans son école. Quand il participe au mouvement qui va mener aux manifestations de 1989, il rejoint l'organisation du mouvement en tant que représentant de l'université de Pékin. Par conséquent, immédiatement après les manifestations de la place Tian'anmen, il devient la personne la plus recherchée sur une liste de vingt-et-un fugitifs. Wang tente de se cacher, mais est arrêté le 2 juillet de la même année et est condamné à quatre ans de prison en 1991. Après une libération sur parole en 1993, il continue à écrire publiquement (des publications destinées à l'extérieur de la Chine continentale) et est à nouveau arrêté en 1995 pour conspiration contre le Parti communiste chinois et est condamné en 1996 à onze ans de prison.
Peu avant la visite en Chine du président américain Bill Clinton en 1998, Wang est relâché pour raisons médicales et s'envole pour les États-Unis pour suivre un traitement contre la gastro-entérite et des maux de tête. En 2007, la seconde condamnation de Wang expire, il est officiellement relâché et le certificat de libération est remis à ses parents le 2 octobre 2007.
Wang reprend ses études universitaires à l'université Harvard en 1998 et obtient un Master en histoire de l'Asie orientale en 2001 et un Ph.D. en 2008. Il effectue également des recherches sur le développement de la démocratie à Taïwan à l'université d'Oxford en 2009. Il est désormais président de l'Association pour la réforme constitutionnelle chinoise.
Wang Dan est interviewé et apparaît dans le documentaire The Beijing Crackdown et le film Moving the Mountain, sur les manifestations de la place Tian'anmen. Il est également mentionné dans le livre de Shen Tong, Almost a Revolution.
Il est interdit de territoire en Chine continentale depuis l'expiration de son passeport en 2003. Il tente de visiter Hong Kong en 2004 mais est refoulé. Il était alors invité par l'Alliance de Hong Kong en support des mouvements patriotiques et démocratiques en Chine pour parler de politique à l'occasion du 15e anniversaire de la répression du 4 juin.
Wang Dan est membre du Conseil consultatif de WikiLeaks.
Selon un article en chinois de Radio Free Asia, datant de juillet 2009, Wang Dan possède une page Facebook qu'il espère utiliser pour communiquer avec des personnes en Chine continentale.
En 2011, des milliers de manifestants se rassemblent à Hong Kong afin de commémorer les événements du 4 juin. Wang Dan et Ding Zilin, une des mères de Tiananmen, se sont adressés à la foule par liaison vidéo.
Le 5 avril 2012, avec Hu Ping, Wang Juntao (en), Wuer Kaixi, Wu Renhua (zh) et Xiang Xiaoji, 5 autres anciens de Tiananmen vivant en exil aux États-Unis ou à Taïwan, Wang Dan lance un appel publié par l’organisation Human Rights in China, demandant à Pékin de mettre fin à l'ancienne pratique interdisant à ses opposants de rentrer au pays,.

## Développement économique de la Chine
Au cours d'une conférence de presse à Toronto le 31 mai 2009, Wang Dan commente la « doctrine de Pékin » :
« For the sake of economic improvement, everything can be done, even killing people ... [such a doctrine shows that] the Tiananmen Massacre is still going on, only in different ways: it was the students' lives being taken physically in 1989, but it is the mind of the world being poisoned spiritually today. »
 en Français : 
« Pour le bien du développement économique, tout peut être fait, même tuer des gens.(...) [une telle attitude montre que] le massacre de Tian'anmen continue encore, mais d'une façon différente : les vies des étudiants étaient prises physiquement en 1989, mais c'est l'esprit du monde qui est empoisonné spirituellement aujourd'hui. »

## Distinction
- Prix Reebok des droits de l'homme en 1989

## Source
- (en) Cet article est partiellement ou en totalité issu de l’article de Wikipédia en anglais intitulé « Wang Dan » (voir la liste des auteurs).